# Shelda Bede
Shelda Kelly Bruno Bede, född 1 januari 1973 i Fortaleza i Brasilien, är en brasiliansk beachvolleybollspelare. Hon vann två silvermedaljer vid de olympiska sommarspelen 2000 i Sydney och 2004 i Aten tillsammans med Adriana Behar.
Bede bytte från volleyboll till beachvolleyboll 1991. Samma år var hon med om en bilolycka där hon skadade sin högra hand. Istället för att ge upp volleybollen valde hon att lära sig spela med vänster hand och 1996 började hon spela tillsammans med Adriana Behar. De vann två världsmästerskap, det första 1999 och det andra 2001, de vann också ett silver 2003 och ett brons 1997. Behar och Bede vann FIVB Beach Volleyball World Tour sex gånger, fem gånger i rad mellan 1997 och 2001 samt 2004. De valdes som lag in i volleybollens Hall of Fame 2010.